# Slepčany
Slepčany (allemand : Sleptschan, hongrois : Szelepcsény) est un village de Slovaquie situé dans la région de Nitra.

## Histoire
Première mention écrite du village en 1165.

## Démographie

### Évolution de la population
| Année:               | 1994. | 2004.   | 2014.   | 2024.   |
| -------------------- | ----- | ------- | ------- | ------- |
| Nombre de personnes: | 881   | 847     | 822     | 839     |
| Différence:          |       | -3,85 % | -2,95 % | +2,06 % |

| Année:               | 2023. | 2024.   |
| -------------------- | ----- | ------- |
| Nombre de personnes: | 796   | 839     |
| Différence:          |       | +5,40 % |